# マルティン・ハイラー
マルティン・ハイラー卿（Sir Hairer Martin、1975年11月14日 - ）はオーストリア国籍の数学者。
王立協会フェロー。英国のウォーリック大学、米国のニューヨーク大学を経て、2010年よりウォーリック大学教授。専門は確率解析、特に確率偏微分方程式。父はジュネーブ大学の数学者、アーネスト・ハイラー、配偶者は同じくウォーリック大学の数学者である、Xuemei Li。

## 略歴
- 1998年 - ジュネーブ大学より数学の学士号授与
- 1998年 - ジュネーブ大学より物理学の修士号授与
- 2001年 - ジュネーブ大学より物理学の博士号授与
- 2007年 – 2009年 ウォーリック大学において准教授となる
- 2009年 – 2010年 ニューヨーク大学において准教授となる
- 2010年 – ウォーリック大学において教授となる
- 2014年 - ウォーリック大学において 数学欽定教授en:Regius Professor of Mathematicsとなる

## 受賞歴
- 2008年 - ロンドン数学会よりホワイトヘッド賞
- 2008年 - The LeverhulmeよりTrust Philip Leverhulme Prize
- 2009年 - 王立協会よりRoyal Society Wolfson Research Merit Award
- 2013年 - Institut de Mathématiques de Toulouseよりフェルマー賞
- 2014年 - 国際数学者会議よりフィールズ賞
- 2021年 - 数学ブレイクスルー賞
- 2022年 - キング・ファイサル国際賞科学部門

## 講演等
- 2010年 - KarlsruheにおけるGAMM 2010にて総会講演(Plenary Lecture)を務める
- 2010年 - 大阪におけるSPA 2010にて総会講演を務める
- 2011年 - BonnにおけるICSAA 2011にて総会講演を務める
- 2011年 - サンディエゴにおけるSIAM PD11にて総会講演を務める
- 2012年 - KrakowにおけるECM06にて招待講演(Invited Lecture)を務める
- 2012年 - オックスフォードにおけるInternational Conference on Nonlinear Partial Differential Equationsにて総会講演を務める
- 2012年 - KosにおけるICNAAM2012にて総会講演を務める
- 2013年 - BonnにおいてLipschitz lectureを行う
- 2014年 - ニューヨークにおいてMinerva lecturesを行う
- 2014年 - ベルリンにおいてEuler lectureを行う
- 2014年 - シドニーにおけるIMSにてMedallion lectureを行う予定
- 2014年 - ブエノスアイレスにてLevy lectureを行う予定
- 2014年 - ソウルにおける国際数学者会議においてInvited lectureを行う

## 外部委員等
- 2012年より - アンリ・ポアンカレ研究所のmember of the scientiﬁc steering committee
- 2012年より - AFR Luxembourgのpanel member
- 2013年より - オーバーヴォルファッハ数学研究所のmember of the scientiﬁc steering committee
- 2014年より - 王立協会フェロー